# Penicillium shennonghianum
Penicillium shennonghianum är en svampart som beskrevs av H.Z. Kong & Z.T. Qi 1988. Penicillium shennonghianum ingår i släktet Penicillium och familjen Trichocomaceae.   Inga underarter finns listade i Catalogue of Life.